# Jonkheer Ramweg
De Jonkheer Ramweg is een weg in het Nederlandse dorp Schalkwijk gemeente Houten. De Jonkheer Ramweg loopt vanaf de Provincialeweg tot aan de "Lange Uitweg", "Trip" en de "Kaaidijk". Deze vier straten liggen aan een rotonde. De Jonkheer Ramweg ligt parallel aan de "Lagedijk" met ertussenin de Schalkwijkse Wetering. Zijstraten van de Jonkheer Ramweg zijn "De Groes", "Wickenburgshelaan" en de "Spoorlaan".
Aan de Jonkheer Ramweg bevinden zich tal van rijks alsook gemeentelijke monumentale huizen en boerderijen. Ook de RKK  H. Michaëlkerk (1878-1879 ) bevindt zich aan de Jonkheer Ramweg 18.

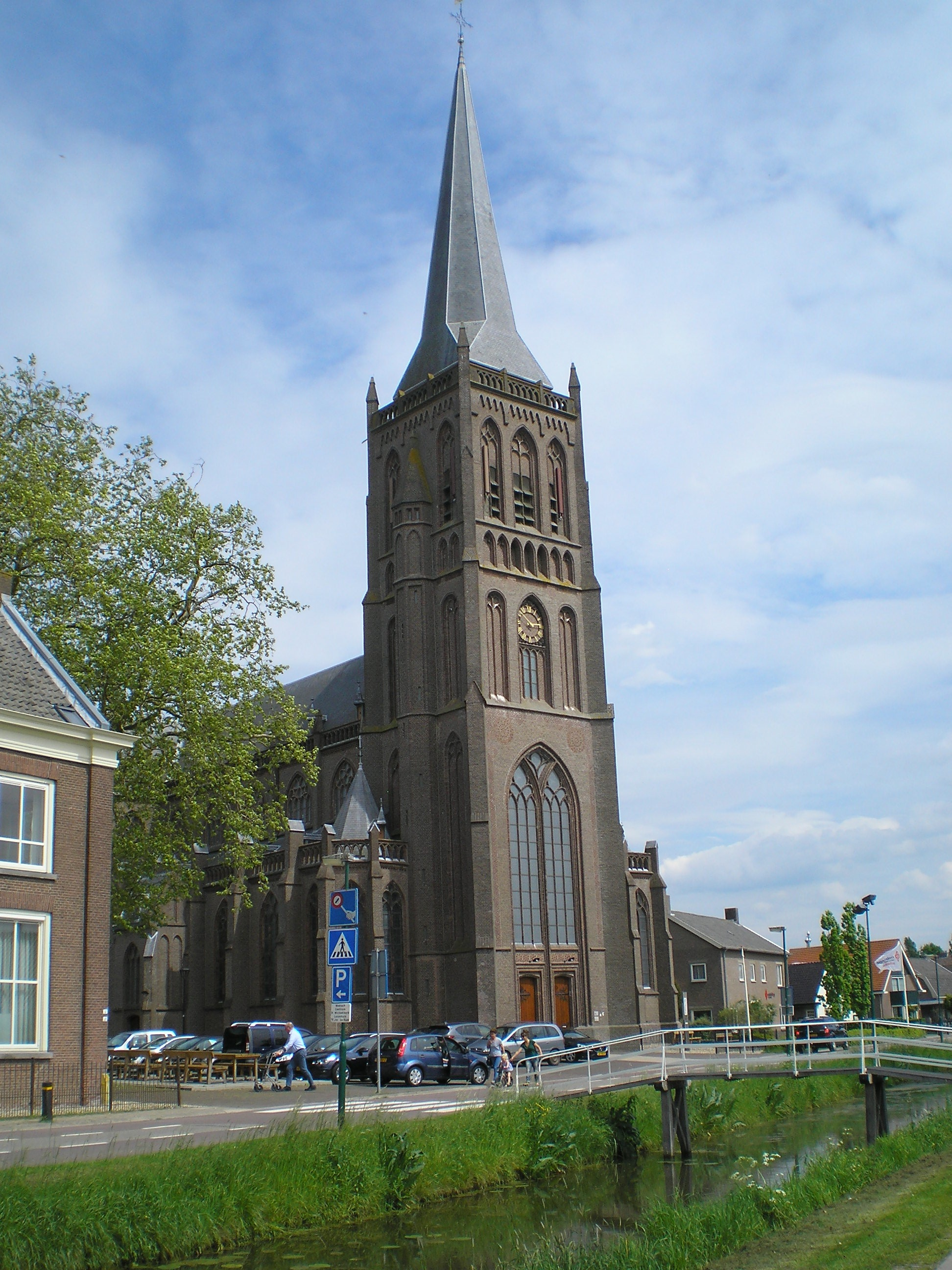
De Heilige Michaëlkerk (RKK) aan de Jonkheer Ramweg 18 te Schalkwijk
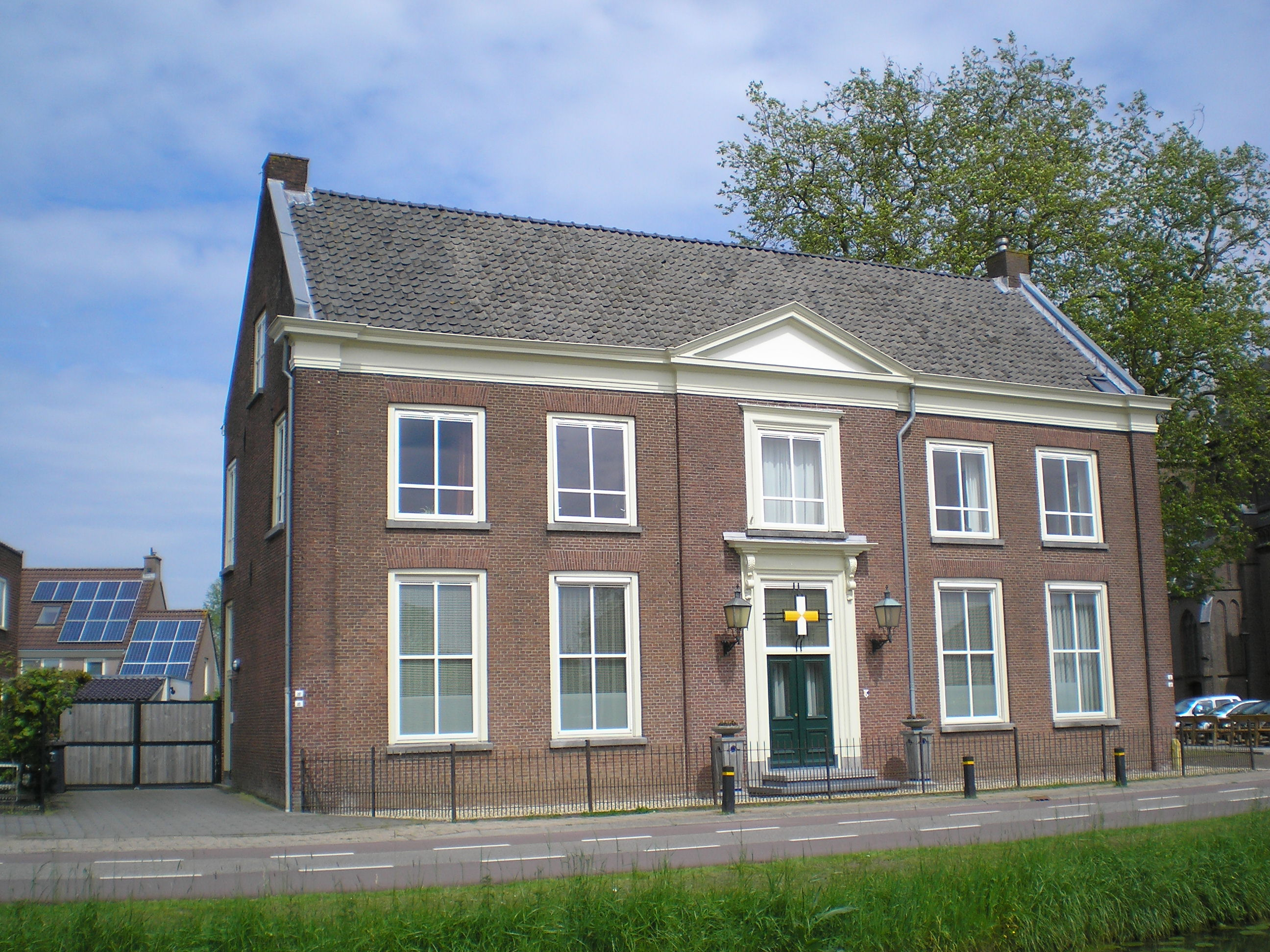
Jonkheer Ramweg 17 te Schalkwijk (gemeentelijk monument)

## Trivia
Aan de Jonkheer Ramweg 22 bevond zich het voormalige café dat André Hazes in de jaren zeventig enkele jaren heeft gehuurd.

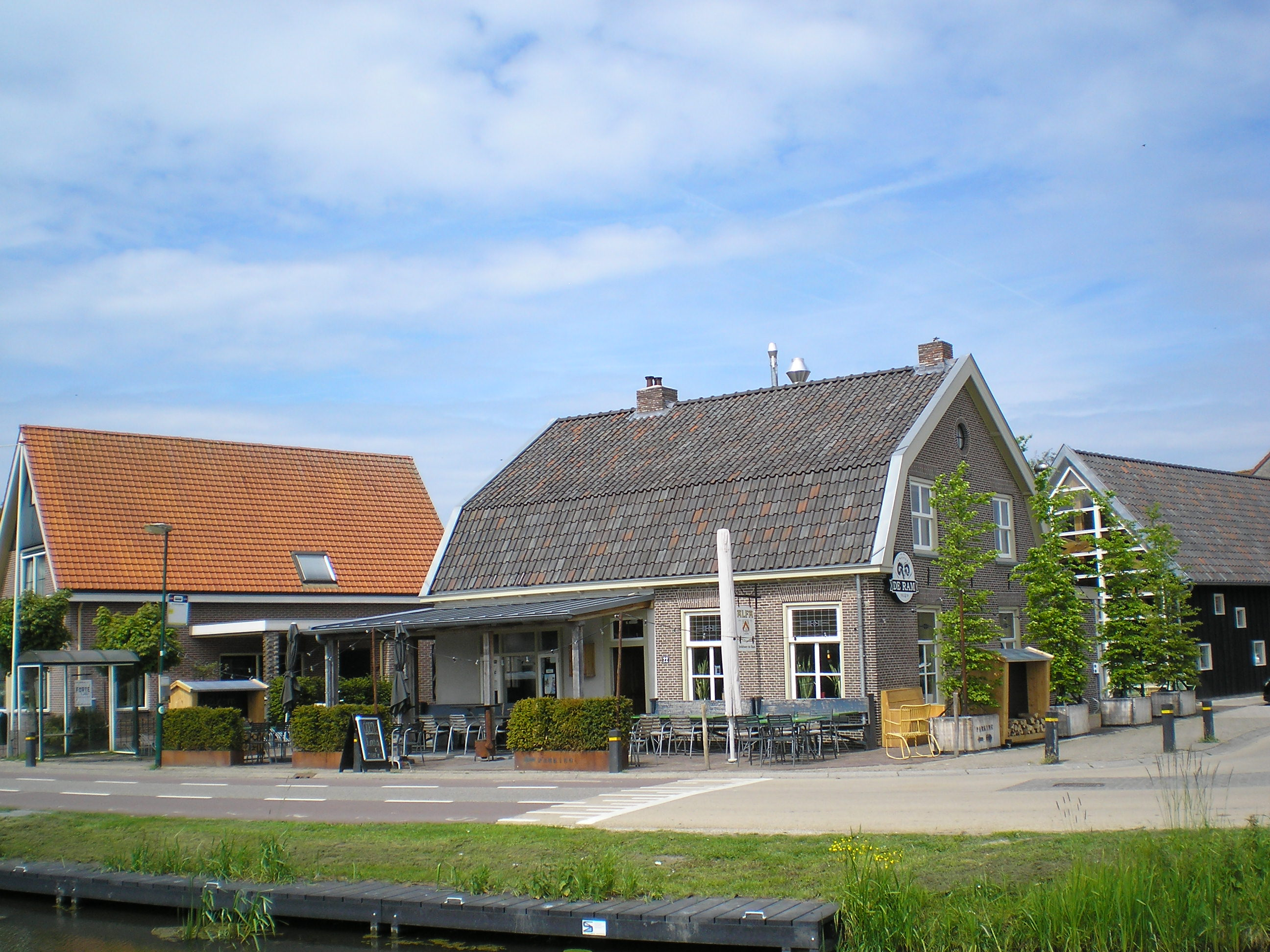
Het voormalige café van André Hazes aan de Jonkheer Ramweg 22 te Schalkwijk

Brink ·
Jonkheer Ramweg ·
Overeind ·
Provincialeweg